# I Can't Let Go
I Can't Let Go är en poplåt komponerad av Chip Taylor och Al Gorgoni som först lanserades av den amerikanska sångerskan Evie Sands 1965. Låten återupptogs tidigt 1966 av The Hollies som släppte den på singel. Det var gruppens sista inspelning med basisten Eric Haydock som lämnade The Hollies kort efteråt.
Låten var särskilt framgångsrik i hemlandet Storbritannien och i Skandinavien, men i USA var mottagandet ljummet.

## Listplaceringar
| Lista (1966)   | Position               |
| -------------- | ---------------------- |
| Finland        | 34                     |
| Irland         | 3                      |
| Kanada         | 44 (RPM)               |
| Nederländerna  | 20                     |
| Norge          | 2 (VG-lista)           |
| Nya Zeeland    | 9 (NZ Listner)         |
| Storbritannien | 2                      |
| Sverige        | 10 (Kvällstoppen)      |
| Sverige        | 8 (Tio i topp)         |
| USA            | 42 (Billboard Hot 100) |
| Västtyskland   | 30                     |